# Saguenay (Schiff, 1931)
Die Saguenay, auch HMCS Saguenay (Kennung: D79/H01/I79), war ein Zerstörer der britischen A-Klasse der kanadischen Marine, der von 1931 bis 1945 in Dienst stand.

## Geschichte
Die spätere Saguenay wurde am 27. September 1929 durch John I. Thornycroft & Company im englischen Southampton auf Kiel gelegt. Sie war Teil der ersten Zerstörerklasse der britischen Royal Navy, die nach Ende des Ersten Weltkriegs für diese – einschließlich zweier Einheiten für die Royal Canadian Navy – gebaut wurde. Der Stapellauf erfolgte am 11. Juli 1930 und die Indienststellung am 22. Mai 1931.
Vor Beginn des Zweiten Weltkrieges wurde der Zerstörer an der kanadischen Atlantik- und Pazifikküste eingesetzt. Im Herbst 1939 erhielt er allerdings zunächst die Aufgabe, deutsche Blockadebrecher aufzuspüren, die versuchten, von der amerikanischen Ostküste und aus der Karibik in die Heimat zu gelangen. Das Schiff konnte in Zusammenwirken mit dem Leichten Kreuzer Orion einen deutschen Frachter stellen.
Nachdem diese Aufgabe erledigt war, geleitete die Saguenay zunächst Konvois, wie den Geleitzug HX 65, auf der Nordatlantikroute. Seit 1940 geschah dies als Teil einer kanadischen Geleitgruppe. Bei einem kurzzeitigen Einsatz auf der Großbritannien-Gibraltar-Route wurde der Zerstörer im Dezember 1940 von dem italienischen U-Boot Argo torpediert. Unmittelbar vor dem Reparaturhafen folgte dann noch ein Minentreffer.
Die Reparatur, die bis August 1941 dauerte, wurde auch dazu genutzt, die U-Boot-Abwehr- und Flugabwehr-Bewaffnung zulasten der Hauptartillerie und eines Torpedorohrsatzes zu verstärken. Nach der Beendigung schlossen sich weitere Einsätze als Sicherung von Geleitzügen im Atlantik an.
Bei einem dieser Geleite kollidierte die Saguenay am 15. November 1942 mit dem panamaischen Handelsschiff Azara. Dadurch explodierten mehrere Wasserbomben am Heck des Zerstörers, das so stark in Mitleidenschaft gezogen wurde, dass das Schiff nicht mehr vollständig repariert werden konnte. Vielmehr wurde das Heck nur versiegelt, um die Wasserdichtigkeit herzustellen. Der Zerstörer wurde während der Restdauer des Krieges als Trainingsschiff an seinem Liegeplatz in Cornwallis, Nova Scotia, verwandt.
Im Juli 1945 wurde die Saguenay aus der Liste der aktiven Schiffe der Flotte gestrichen, drei Jahre später erfolgte der Verkauf an eine Abwrackwerft.